# Cajtgajst
Za istoimeni film vidi Duh vremena (film)
Cajtgajst (u prevodu, „duh vremena“) jeste filozofski pojam koji označava prevlađujuća intelektualna uvjerenja, ideje, mišljenja i poglede na život tokom određene epohe koje određuju sociološku, kulturološku i vjersku klimu, načela ponašanja i etiku određenog vremenskog razdoblja.
Izraz „cajtgajst“ izvorno je bio čisto naučne prirode. Postao je poznat kroz rad filologa Johana Gotfrida Herdera, a filozof Kristijan Adolf Kloc ga je koristio 1760. godine u svom radu Genius seculi.
Njemačka riječ Zeitgeist je kao pozajmica preuzeta u engleski, holandski, španski i japanski jezik.